# Luci Juni Brutus
Luci Juni Brutus (en llatí: Lucius Junius Brutus) va ser el fundador de la República a Roma el 509 aC, després de l'expulsió dels tarquins de Roma. Va ser un dels dos primers cònsols el mateix 509 aC.

## Els orígens
Segons la tradició, Marcus Brutes, que era molt ric, estava casat amb la germana de Tarquini el Superb. Quan va enviudar li van quedar dos fills petits. El fill gran va ser assassinat per ordre de Tarquini que desitjava les seves possessions, mentre que el més jove es va salvar fent-se passar per idiota (i va rebre el sobrenom de Brutus, equivalent a 'dement'). Tarquini es va apoderar també de la seva herència.

## L'expulsió dels tarquinis
Un dia, Tarquini es va alarmar per un fet inexplicable: va veure una serp que s'arrossegava des de l'altar al palau reial, i va enviar els seus dos fills, Tit i Arrunt a consultar a l'oracle de Delfos, i van portar amb ells a Juni Brutus. Després de consultar sobre la visió del rei, van preguntar a la Pítia qui regnaria a Roma després de Tarquini i l'oracle va respondre que aquell que primer fes un petó a la seva mare en arribar a Roma. Els dos germans van decidir fer-s'ho a sorts, però Brutus va interpretar millor l'oracle i quan va arribar va besar la terra, mare de tots. No va tardar gaire a produir-se el rapte de Lucrècia i Brutus va acompanyar al pare d'aquesta a Roma i va ser present al moment de la mort de la noia. En qualitat de tribú celerum, càrrec que exercia i que tenia el mateix valor davant del rei que el càrrec de magister equitum davant del dictador, va revoltar el poble i va aconseguir l'expulsió dels Tarquinis. Va ser elegit cònsol als comicis centuriats junt amb Luci Tarquini Col·latí. Els seus dos propis fills van conspirar contra la República acabada de néixer (junt amb altres nobles) per restaurar als Tarquinis, i el pare va ordenar la seva execució. Va obligar el seu col·lega Luci Tarquini a renunciar al càrrec, i va ser expulsat de Roma perquè no quedés ningú de la família. Quan Veios i Tarquínia van voler restablir els Tarquinis per la força, Brutus va marxar contra aquestes ciutats i al bosc de Silva Àrsia va morir combatent contra Arrunt, fill de Tarquni, que també va morir.
Li fou erigida una estàtua al Capitoli, amb l'espasa desembeinada i entre les dels reis, per simbolitzar que era l'heroi que havia expulsat els Tarquinis, segons relat de Plutarc a les Vides paral·leles.
Aquest relat té greus dificultats cronològiques, perquè Tarquini se suposa que va regnar durant 25 anys, i Brutus era un nen quan Tarquini ja era rei, però, acabat el regnat, ja tenia dos fills grans. Tampoc és probable que es pogués fer passar per dement i tanmateix arribés a tribú celerum. Sembla que, en llatí arcaic, Brutus podia significar 'idiota', però també era sinònim de gravis ('fort, prudent'), similar a Severus ('sever, auster'), o podria també ser equivalent a 'esclau' (i suposadament derivaria el seu nom del poble dels brutis).